# Bra
Bra là một thị xã xó 29.169 dân ở tỉnh Cuneo thuộc vùng Piedmont của Italia. Thị xã này nằm cách 50 km về phía nam của Torino và 50 km về phía đông bắc của Cuneo ở trong khu vực có tên Roero. Bra có Đại học Khoa học ẩm thực.

## Đô thị kết nghĩa
- Spreitenbach, Thụy Sĩ
- Weil der Stadt, Đức
- San Sosti, Italia
- Corral de Bustos - Ifflinger, Argentina